# Tosh van Dijk
Tosh van Dijk (6 de junio de 1994) es un deportista surinamés que compite en taekwondo. Ganó una medalla de bronce en el Campeonato Panamericano de Taekwondo de 2014 en la categoría de –68 kg.

## Palmarés internacional
| Campeonato Panamericano | Campeonato Panamericano | Campeonato Panamericano | Campeonato Panamericano |
| Año                     | Lugar                   | Medalla                 | Categoría               |
| ----------------------- | ----------------------- | ----------------------- | ----------------------- |
| 2014                    | Aguascalientes (México) | Medalla de bronce       | –68 kg                  |